# 細見彰
細見 彰（ほそみ あきら、昭和18年（1943年）3月 - 平成30年（2018年）9月9日）は、日本の化学者。専門は、有機化学・有機金属化学・有機合成化学。細見・櫻井反応 (the Hosomi-Sakurai reaction)の発見者として著名。有機合成化学、有機金属化学、有機ケイ素化学に関する和洋著書や論文多数（細見彰ホームページ参照細見彰 HP）。筑波大学名誉教授。 学習院大学客員教授。京都薬科大学客員教授。中央大学客員教授。日本化学会フェロー。大阪府吹田市千里山出身。晩年は京都市中京区に居住。

## 略歴
吹田市立千里第二小学校、吹田市立第一中学校、大阪府立茨木高等学校、 京都大学工学部、同大学院工学研究科博士課程、東北大学理学部化学科助教授（この間 カリフォルニア大学サンディエゴ校博士研究員）を経て、 長崎大学薬学部教授、 筑波大学化学系教授、筑波大学化学系長・評議員、筑波大学大学院化学研究科長、筑波大学大学院理工学研究科長、筑波大学大学院数理物質科学研究科長・評議員（この間、分析センター長、アイソトープセンター長、ベンチャービジネスラボラトリー長等を歴任）、 大学評価・学位授与機構教授、 学習院大学客員教授、 京都薬科大学客員教授、現在 中央大学客員教授、 九州大学先導物質化学研究所学術顧問、筑波大学名誉教授、日本化学会フェロー。
この間、日本化学会理事、近畿化学協会理事、ケイ素化学協会理事、顧問他関連学会役員他、諸学会役員などを歴任。

## 業績
専門は、有機合成化学・有機金属化学・有機ケイ素化学・有機薬化学を中心とする有機化学。特に有機ケイ素化合物その他有機金属を用いる有機合成で先駆的研究成果を多数（原著論文260編、総説50編、著書20編各々以上）。有機ケイ素ラジカルの構造と反応性に関する研究を手始めに、有機ケイ素化合物を用いる種々の新反応、特にアリルシランがσ-π共役により高いHOMOを示すことを光電子スペクトルの研究により実証し、この現象を有機合成に応用展開して新しい炭素−炭素結合形成反応の発見に繋げた。細見が発見したアリルシランを求核種として用いる合成反応は人名反応「細見・櫻井反応 (the Hosomi-Sakurai reaction)」として国際的に有名である。有機ケイ素化合物から有機銅試薬への交換反応、"Tailor made" の1,3-双極子反応剤の開発、有機ケイ素アート化合物の創成と有機合成への応用、ラジカル反応を用いる有機合成など、有機金属を用いる新反応の開発を進め、世界的に高い評価を受けている。また、有機ランタノイドおよび有機遷移金属アート化合物の新規生成と合成化学への応用に関しても、大きな業績を挙げた。さらに、転位、芳香核置換、環化、二量化、不均化、付加反応など，シリルラジカルの関与する新規素反応を数多く発見し、その化学を体系化した。
日本化学会進歩賞、井上学術賞、有機合成化学協会賞、日本化学会賞、ケイ素化学協会賞を受賞した。また、化学における国際的な貢献に対して日本化学会フェローの称号を授与された。
熊田誠京都大学名誉教授（日本学士院賞・恩賜賞受賞）、櫻井英樹東北大学名誉教授（日本学士院賞・恩賜賞受賞・文化功労者）の門下生である。